# Vlag van de Noordelijke Provincie

Vlag van de Noordelijke Provincie

De vlag van de Noordelijke Provincie werd op 22 mei 2007 aangenomen als de vlag van de Noordelijke Provincie van Sri Lanka.

## Geschiedenis
Het Hooggerechtshof oordeelde in 2007 dat het besluit van 1987 om de twee provincies, onder het Indo-Sri Lanka Akkoord, Noord en Oost samen te voegen onwettig was en dat de twee provincies daarom apart moesten worden bestuurd. Dit betekende twee aparte vlaggen voor de noordelijke en oostelijke provincies.
De vlag van de noordelijke provincie werd in mei 2007 samen met de vlag van de Oostelijke Provincie in Trincomalee onthuld. De gouverneur van de oostelijke provincie, viceadmiraal Mohan Wijewickrama, destijds ook de waarnemend gouverneur van de noordelijke provincie, overhandigde de twee vlaggen tijdens een ceremonie op het secretariaat van de gouverneur aan de hoofdsecretaris van elk van de provincies, S. Rangarajah van het noorden en Herath Abeyeweera van het oosten.

## Symboliek
De vlag heeft een symbool van de zon in het midden van de vlag, wat duidt op de synergie van kracht en natuurlijke energiebronnen van de provincie. De vlag heeft drie verticale strepen, rood voor arbeid en vlijt, wit voor broederschap, vrede en samenleven en groen voor het groen en de landbouw in de provincie. De vlag is omringd door een blauwe rand die de oceaanbronnen van het noorden symboliseert. De vlag is 126 x 72 cm groot.